# Jordi Matamala
Jordi Matamala Muntadas (Vilobí d'Onyar, 18 mei 1976) is een Spaans voetballer. Hij speelt als centrale middenvelder bij Recreativo Huelva.

## Clubvoetbal
Van 2001 tot 2010 speelde Matamala bij Girona FC, met tussendoor een seizoen op huurbasis bij Palamós CF in 2006/2007. In 2008 promoveerde de middenvelder met Girona FC van de Segunda División B naar de Segunda División A. In 2010 transfereerde hij naar Recreativo Huelva.

## Nationaal elftal
Matamala debuteerde op 28 december 2008 voor het Catalaans elftal in de wedstrijd tegen Colombia. In de tweede helft kwam hij als vervanger van Sergi Busquets in het veld.